# Stara Huta, Derajnea
Stara Huta (în ucraineană Стара Гута) este un sat în comuna Maidan-Cernelevețkîi din raionul Derajnea, regiunea Hmelnîțkîi, Ucraina.

## Demografie
Componența lingvistică a localității Stara Huta
     Ucraineană (89,29%)
     Română (8,93%)
     Rusă (1,79%)
Conform recensământului din 2001, majoritatea populației localității Stara Huta era vorbitoare de ucraineană (89,29%), existând în minoritate și vorbitori de română (8,93%) și rusă (1,79%).